# Coptocephala unicolor
Coptocephala unicolor es un coleóptero de la familia Chrysomelidae.
Fue descrita científicamente en 1845 por Lucas.